# Nabatijja kormányzóság

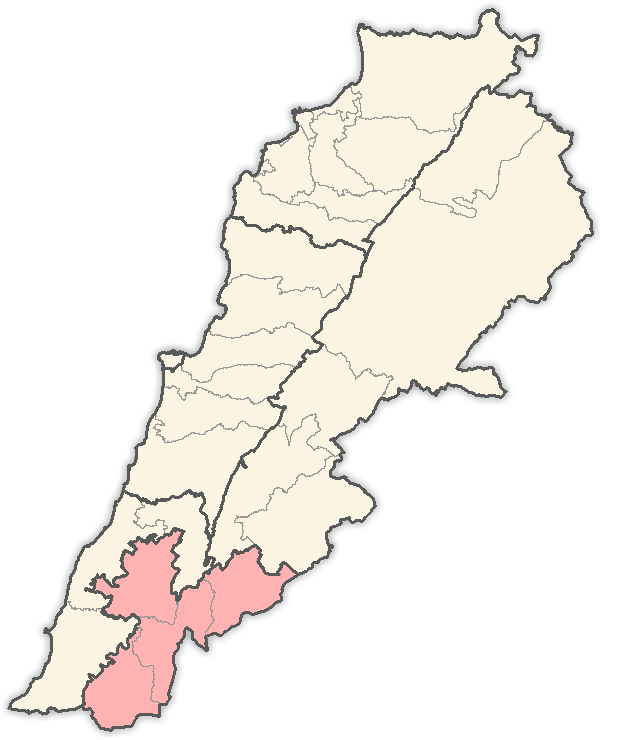
Nabatijja kormányzóság elhelyezkedése Libanonon belül

Nabatijja kormányzóság (arabul محافظة النبطية [Muḥāfaẓat al-Nabaṭiyya]) Libanon hat kormányzóságának egyike. Az ország délkeleti részén fekszik. Nyugaton és északnyugaton a Dél kormányzóság, északkeleten Bekaa kormányzóság, keleten Szíria (részben a megszállt Golán-fennsík), délen pedig Izrael határolja. Libanoni álláspont szerint a zsidó állam által megszállt, vitatott hovatartozású sibai falvak is a kormányzóság részét képezik. Székhelye en-Nabatijja városa. Népessége (a szomszédos Déli kormányzósággal együtt) a 2007-es adatok szerint 659 718 fő (az összlakosság 17,6%-a).

## Közigazgatási beosztása
Területe három körzetre (kadá) oszlik (Bint Dzsubajl, Hászbaja, Mardzsajún, Nabatijja).